# Сисков Дмитро Вадимович
Дмитро́ Вади́мович Сисков (18 червня 1980 — 12 лютого 2018) — молодший сержант Збройних сил України, учасник російсько-української війни.

## Життєпис
Народився 1980 року в місті Чернігів. Єдиний син у матері, зв'язків з батьком родина не підтримувала. Закінчив чернігівську загальноосвітню школу № 2; у шкільні роки займався баскетболом, брав участь в змаганнях. Проходив строкову службу — на посаді водія-хіміка у підрозділі МНС в 1998—2000 роках. 2004 вступив до Остерського будівельного технікуму — на спеціальність «будівництво будівель та споруд», але полишив навчання за власним бажанням. Працював у ТОВ «Нормаль-Україна» — майстер будівельних та монтажних робіт.
Січнем 2015 року пройшов навчання у таборі глибинної розвідки в Ніжині; з 25 травня 2015-го по 19 вересня 2016 року служив у складі 4-ї роти батальйону НГУ «Донбас» на посаді водія КрАЗу, пройшов підготовку на водія БТР. Брав участь у боях за Маріуполь за Широкине. 20 вересня 2016-го підписав контракт з 58-ю бригадою; молодший сержант, командир 3-го відділення 1-го взводу 3-ї роти «Донбас» 16-го батальйону ОМПБ «Полтава», боронив Авдіївку. В лютому 2017 року разом з побратимами з 16-ї бригади— ветеранами «Донбасу», під час відпустки брав участь у громадській блокаді ОРДЛО поблизу Бахмута. З літа 2017-го — на передовій в Луганській області.
12 лютого 2018 року загинув вранці під час виконання бойового завдання із спостереження за позиціями противника поблизу села Жолобок (Попаснянський район) — російські терористи обстрілювали з мінометів село Кримське; група бійців потрапила під кулеметний вогонь, забрати загиблого Дмитра не вдалося. 15 лютого в місті Щастя відбулась передача тіла представникам місії «Евакуація 200».
17 лютого 2018-го похований у Чернігові на кладовищі «Яцево», Алея Героїв, в останню дорогу проводжали стоячи на колінах.
Без сина лишилась мати Лариса Сискова.

## Нагороди та вшанування
- указом Президента України № 239/2018 від 23 серпня 2018 року «за особисту мужність і самовіддані дії, виявлені у захисті державного суверенітету та територіальної цілісності України, зразкового виконання військового обов'язку» — нагороджений орденом «За мужність» III ступеня (посмертно)[1]
- 22 липня 2015 року нагороджений нагрудним знаком НГУ «За доблесну службу»
- 16 лютого 2018 року — знаком пошани Луганської військово-цивільної адміністрації «Захиснику Лугащини» (посмертно).